# Dimorphostylis inauspicata
Dimorphostylis inauspicata är en kräftdjursart som beskrevs av Hale 1945. Dimorphostylis inauspicata ingår i släktet Dimorphostylis och familjen Diastylidae. Inga underarter finns listade i Catalogue of Life.